# 澳門批發市場
澳門批發市場，現稱澳門新批發市場，又稱為澳門南粵批發市場，是澳門唯一一個鮮活食品批發市場，位於澳門半島青洲工業園大馬路珠澳跨境工業區的澳門園區內B1A地段，由市政署外判管理，地面層至三層由南粤鲜活商品批發市場有限公司管理，南粵集團負責管理第四層至六層，佔地面積約6,200平方米，建築樓高11層，並設3層地庫停車場，在2017年12月1日啟用，取代位於已建成的青茂口岸現址的澳門批發市場（俗稱舊批發市場）。

## 歷史

### 舊批發市場時期
1990年代中期，澳葡政府為改善食品批發環境，就相關投資進行兩次公開招標，但由於相關項目項目投資大、回報低、牽涉層面廣、經營前景不明朗等因素，兩次招標均流標。後來廣東省人民政府應澳葡政府要求以BOT模式承接批發市場項目，並交由南粵（集團）有限公司營運。1997年4月，雙方正式簽約，於現時青茂口岸地段興建一座17,215平方米的鮮活商品批發場所，並命名為“澳門批發市場”，提供138個鋪位，同時於1999年6月正式投入使用。

### 搬遷計劃
2011年11月，澳門特別行政區政府公佈2012年財政年度施政報告，計劃將批發市場遷往珠澳跨境工業區澳門園區內。
2012年5月15日，廣東省人民政府與澳門特別行政區政府舉行『二零一二年粵澳合作聯席會議』，就粵澳新通道項目達成共識，並確定在舊批發市場位置興建，同時簽訂《粵澳新通道項目合作協議》。
2012年5月22日，政府跨部門介紹粵澳新通道詳情，正式確定將舊批發市場地段清拆並興建粵澳新通道。
2013年11月，中華人民共和國國務院宣佈粵澳新通道批准建設。
2015年6月23日，粵澳新通道（青茂口岸）工作小組早前在澳門舉行第七次工作會議，其中新批發市場於2015年底動工，預計於2016年底建成，待完成搬遷後將展開拆卸工程。
2015年12月9日，運輸工務司司長羅立文在澳門立法會中指出，將於珠澳跨境工業區興建新批發市場，當時預計於2017年起拆卸，隨後興建粵澳新通道。
2017年1月24日，民政總署當時爭取新批發市場於同年第二季遷入使用，並展開協調準備工作，減少轉場營運之影響。
2017年6月，民政總署管委會主席戴祖義出席中區社區咨詢委員會委員有關批發市場搬遷問題，他表示已有搬遷時間表，爭取同年9月完成搬遷工作，並指新批發市場目前已有105個檔主輪候申請。
2017年8月17日，民署管委會主席戴祖義表示，新批發市場搬遷進展順利，相關空氣流通工程已完成，舊有攤販也已抽籤，已準備就緒並爭取於9月底進行搬遷工作。
2017年9月下旬，粵澳新通道工作小組澳方小組表示，待舊批發市場完成搬遷及清拆後，將展開粵澳新通道聯檢大樓建設工程。

### 新批發市場時期
2017年12月4日，新批發市場正式投入使用，首日運作大致正常，而鮮活食品入口提前一小時通關安排於同年12月1日起實施。
舊批發市場地段展開粵澳新通道建設工程，並於2018年中旬完成清拆工程。
2018年4月1日，位於新批發市場內的停車場（地庫第二層及第三層）正式啟用，共提供230個輕型汽車車位及198個重型和輕型摩托車車位。停車場對輕型汽車、重型及輕型摩托車均採用日夜間兩個不同時段收費模式運作。
2022年3月31日，澳門特別行政區行政會完成討論《修改第 40/2004 號行政法規《衛生檢疫及植物 檢疫》行政法規草案。法案公布，政府擬將整個批發市場的管理服務外判，又指將透過公開競投的方式進行外判。在未完成批發市場管理服務招標競投工作前，政府將重新訂定管理費及服務要求，將澳門新批發市場的管理服務外判予南粤公司，直至2023年12月31日。

## 樓層分佈
新批發市場佔地面積約6,200平方米，樓高11層，並設三層地庫停車場。地面層至六樓為批發活動樓層：地面層至一樓經營蔬菜批發、二樓經營蔬菜及水果批發、三樓預留作經營冰鮮家禽或其他商品批發業務、四樓經營蛋品批發及將安排新租戶入場、五至六樓將預留與新租戶入場。合共提供222個鋪位，其中127個由原批發市場租戶租用，另有103個卸貨車位。七樓設有空調倉庫共十二個，計劃安排公開招租，而兩個儲存倉則由市政署使用；八樓至十一樓為市政署辦公室及化驗所。地庫方面，負一層提供卸貨車輛及市政署車輛停泊，負二至負三層為公共停車場，提供174個輕型客車和223個電單車車位。
| 樓層分佈 | 8F-11F | 市政署辦公室及化驗所     |
| 樓層分佈 | 7F     | 空調倉庫                 |
| 樓層分佈 | 6F     | 預留樓層                 |
| 樓層分佈 | 5F     | 預留樓層                 |
| 樓層分佈 | 4F     | 蛋品批發                 |
| 樓層分佈 | 3F     | 冰鮮禽或其他商品批發     |
| 樓層分佈 | 2F     | 蔬菜及水果批發           |
| 樓層分佈 | 1F     | 蔬菜批發                 |
| 樓層分佈 | GF     | 卸貨車位及批發市場出入口 |
| 樓層分佈 | B1     | 卸貨車位及市政署留用車位 |
| 樓層分佈 | B2-B3  | 公共停車場               |

## 事件

### 禽流感疫情
在舊批發市場時期，當中在2016年2月至2017年2月共發生五次禽流感疫情，政府需採取緊急銷毀存欄活禽及暫停活禽市場買賣等措施。2017年4月28日，民政總署正式宣布於同年5月1日起，正式實施人禽分隔措施，澳門街市禁售食用活禽，所有供應澳門禽畜需在珠海屠宰，相關實施引起業界強烈反彈，批評政府一意孤行，扼殺業界生存空間，直言不排除有進一步行動，「不希望官逼民反」。

## 鄰近地點
- 珠澳跨境工業區
- 跨境工業區邊檢大樓
- 工業園街 (巴士總站)